# Günter Kirchhoff
Günter Kirchhoff (* 21. Oktober 1922 in Bautzen; † 8. November 2006 in München) war ein deutscher Ökonom und Unternehmer. Er war Professor an der Fachhochschule des Bundes für öffentliche Verwaltung und Mitinitiator der Gesellschaft für Militärökonomie.

## Leben
Kirchhoff wurde 1922 als Sohn eines gelernten Schlossers und späteren Kaufmanns und dessen Frau in der Oberlausitz geboren. Bereits in jungen Jahren besuchte er mit seinem Vater die Leipziger Messe. Die Mittlere Reife und die Kaufmannsgehilfenprüfung absolvierte er an der Höheren Handelslehranstalt in Bautzen. 1941 legte er das Abitur an der Oberrealschule in Bautzen ab und wurde zum Reichsarbeitsdienst in Bremen und Polen herangezogen. 1942 wurde er zur Kriegsmarine eingezogen, seine Grundausbildung absolvierte er in der 9. Schiffsstammabteilung in Stralsund. Er besuchte die Marineverwaltungsschule in Eckernförde und nahm an einem Praktikum in Bulgarien teil. Danach diente er in der Marine-Flak-Abteilung 720 auf einer griechischen Insel. 1943/44 absolvierte er die Offizierausbildung in Wilhelmshaven. 1944 wurde er zum Leutnant (V) der Reserve, d. h. Marineoffizier im Verwaltungsdienst, befördert. 1945 wechselte er als Leutnant zum Heer der Wehrmacht, wo er beim 388. Grenadier-Ersatz- und Ausbildungsbataillon in Wildflecken diente. In Dachau geriet er schließlich für wenige Monate in US-amerikanische Kriegsgefangenschaft.
Nach dem Zweiten Weltkrieg arbeitete der unbelastete Kirchhoff zunächst von 1945 bis 1947 im Telefunken AG Apparatewerk Dachau. Bereits 1946 schrieb er sich an der Ludwig-Maximilians-Universität München zum Studium der Volks- und später Betriebswirtschaftslehre ein. 1949 erwarb er den Studienabschluss Diplom-Kaufmann. Danach war er Assistent am Lehrstuhl für Bank- und Prüfungswesen (Professur Otto Hintner) und arbeitete in dessen Wirtschaftsprüfungskanzlei. 1951 wurde er an der Staatswirtschaftlichen Fakultät mit der Dissertation Kapitalverkehr und Kapitalverkehrsteuern zum Dr. oec. publ. promoviert.
1951 begann er bei der Landesanstalt für Aufbaufinanzierung in München und wurde schließlich Sonderstellenleiter ebendort. 1956 wurde er Leiter und Organisator der Losos-Vermögens-Verwaltung in München. 1958 war er gemeinsam mit Alfred Vogel Gründer der HMT Medizin und Technik GmbH in München, deren Hauptgesellschafter und Geschäftsführer er wurde.
1966 hielt er die Probevorlesung „Wirtschaftswert der Bildung“ an der Offizierschule der Luftwaffe in Neubiberg. Er wurde Dozent für Wirtschaftswissenschaften bei der dortigen „Wissenschaftlichen Gruppe“ und erhielt einen Forschungsauftrag zur Etablierung einer Betriebsführungslehre bei der Bundeswehr. 1967 wurde er stellvertretender Leiter und 1971 Leiter der Gruppe. 1973 wurde er wissenschaftlicher Berater des Schulkommandeurs und Dozent bei den Führungslehrgängen.
Die angestrebte wirtschaftsethische Habilitation konnte aufgrund der Tode der Professoren Friedrich Lütge († 1968) und René Marcic († 1971) nicht verwirklicht werden. 1971 bekannte sich das Bayerische Staatsministerium für Unterricht und Kultus aber zu Kirchhoff, sodass er 1979 eine ordentliche Professur für Volkswirtschaftslehre und Finanzwissenschaft am Fachbereich Bundeswehrverwaltung der Fachhochschule des Bundes für öffentliche Verwaltung in Waldbröl, später Mannheim, erhielt. Dort war er stellvertretender Fachbereichsleiter. 1985 wurde er emeritiert, wobei er bis 1987 der FH erhalten blieb.
1981 begründete er die Gesellschaft für Militärökonomie mit, deren zweiter Vorsitzender er wurde. Das angegliederte Berliner Forschungsinstitut für Militärökonomie und angewandte Konversion konnte durch sein Zutun 2000 im Fliegerhorst Fürstenfeldbruck unterkommen. Außerdem fungierte er als Chefredakteur der Zeitschrift Infodienst Sicherheit und Ökonomie. 1986 erhielt er für seine Verdienste das Bundesverdienstkreuz am Bande.
Er war Diözesan und Landesvorsitzender Bayern des Familienbundes der Katholiken. 1979 gehörte er zu den Mitgründern und später zu den Vorsitzenden der ökumenischen Forschungs- und Fördergemeinschaft Familie-Christ-Schule.
Kirchhoff war Vater von sechs Kindern.

## Schriften (Auswahl)
- Verantwortung. Bayerische Landeszentrale für Politische Bildungsarbeit. München 1978.
- mit Walter Eberle: Mit Konflikten leben. Entstehung, Vermeidung und Verarbeitung von Konflikten in der Arbeitswelt (= Gesellschaftspolitische Bildungsmaterialien. H. 8). Deutscher Instituts-Verlag, Köln 1981, ISBN 3-602-24958-1.
- (Bearb./Hrsg.): Handbuch zur Ökonomie der Verteidigungspolitik. Walhalla-und-Praetoria-Verlag, Regensburg 1986, ISBN 3-8029-6499-3.